# Fuchsia regia
Fuchsia regia là một loài thực vật có hoa trong họ Anh thảo chiều. Loài này được (Vand. ex Vell.) Munz mô tả khoa học đầu tiên năm 1943.

## Hình ảnh

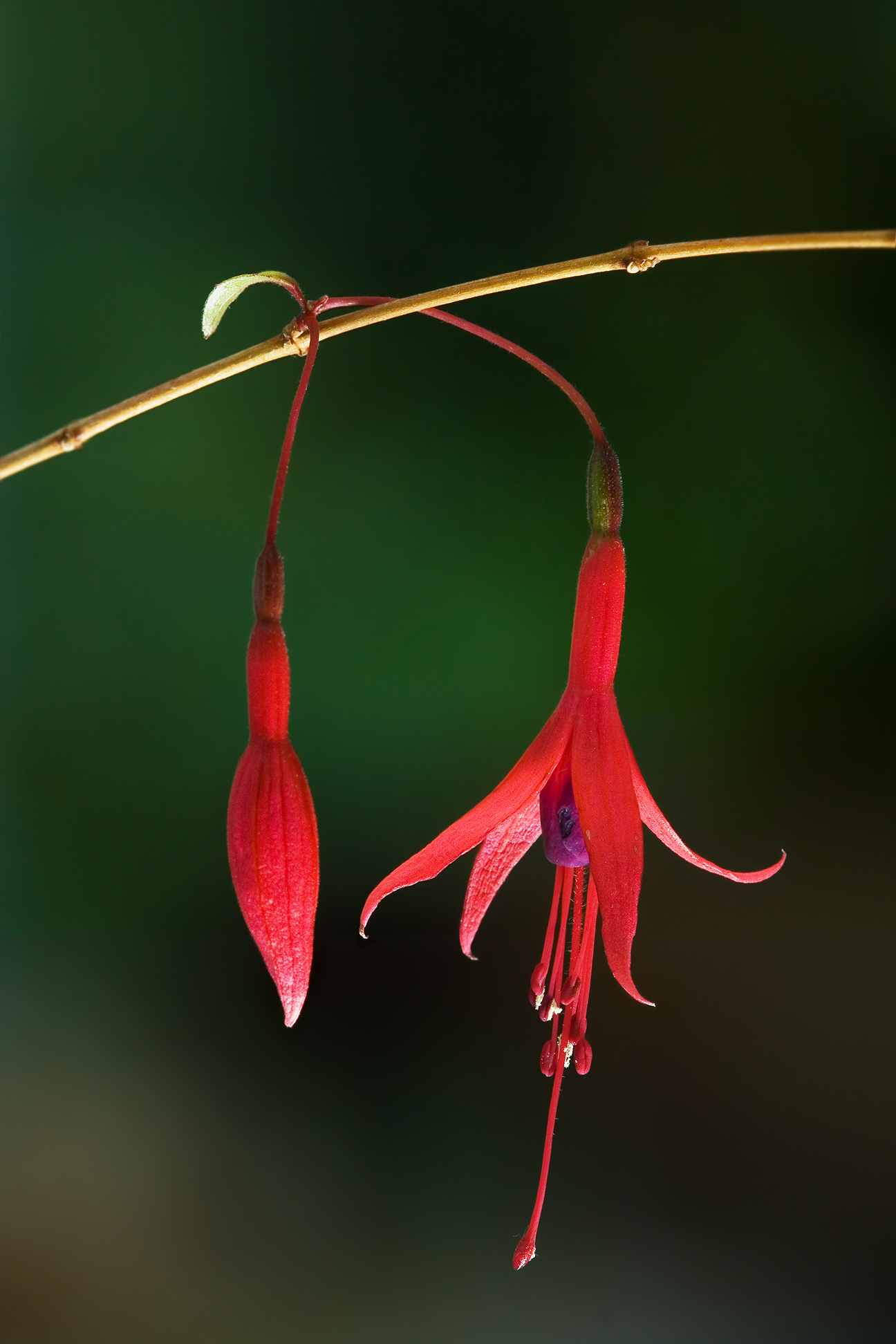
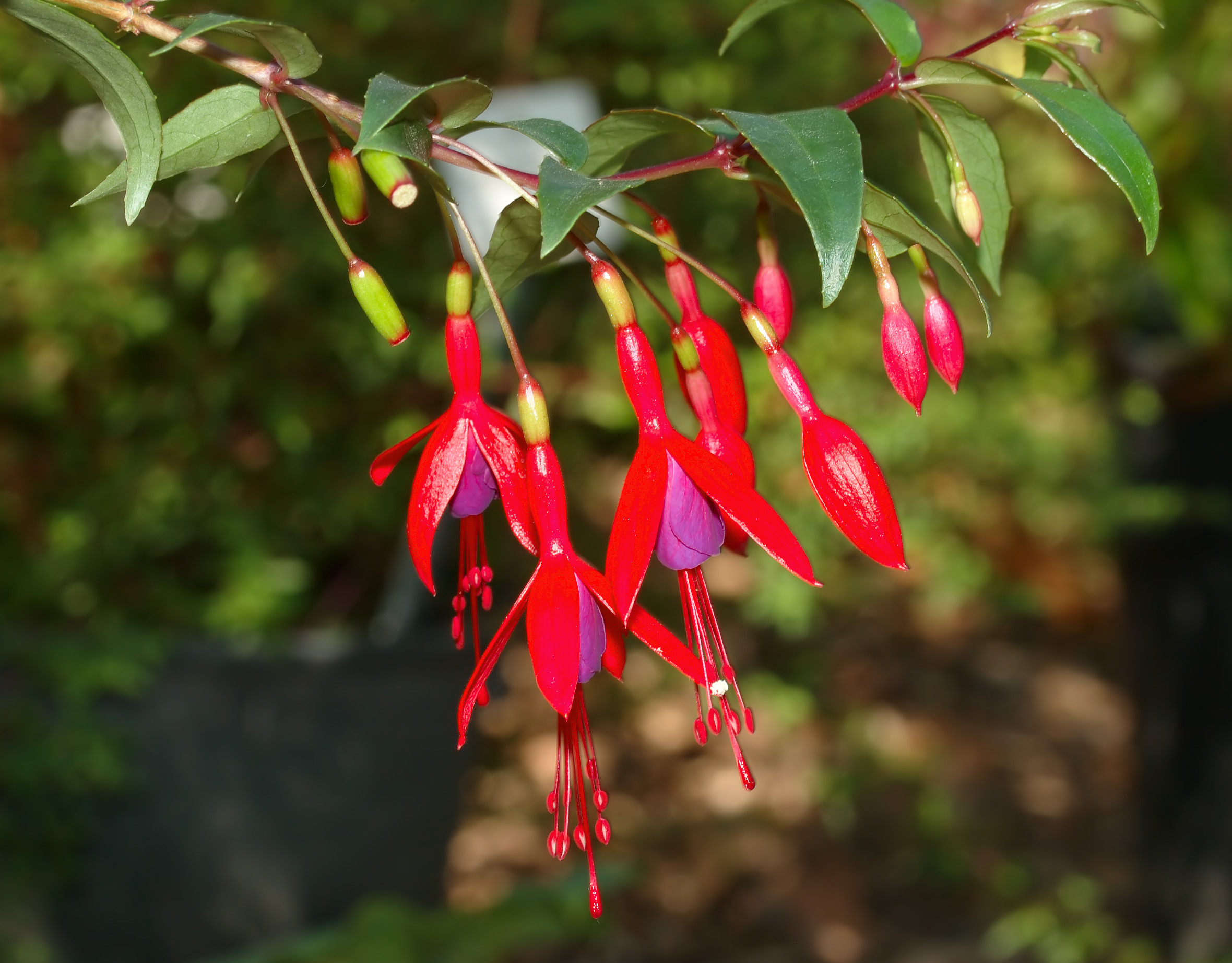